# Charles Blair Leighton
Charles Blair Leighton (6 de marzo de 1823-6 de febrero de 1855) fue un pintor inglés, padre del también pintor Edmund Blair Leighton (1853-1922).

## Vida
Su primer trabajo fue de aprendiz junto a un grabador de plata entre sus 14 y 21 años, edad a la que abandonó el grabado e ingresó en el Royal Academy de pintura. Pintó mayormente retratos.
Se casó con Caroline Boosey, hija del editor Thomas Boosey, en abril de 1849 y tuvieron dos hijas y el citado hijo.